# Lijst van landen in 1919
Hieronder volgt een lijst van landen van de wereld in 1919.

## Uitleg
- Op 1 januari 1919 waren er 62 erkende onafhankelijke staten (inclusief Andorra[1], exclusief dominions van het Britse Rijk en exclusief vazalstaten). In 1919 verdween Hongarije als onafhankelijke staat en kwam Honduras er als onafhankelijke staat bij.
- De in grote mate onafhankelijke Britse dominions zijn weergegeven onder het kopje dominions van het Britse Rijk.
- Alle de facto onafhankelijke staten zonder ruime internationale erkenning zijn weergegeven onder het kopje niet algemeen erkende landen.
- Afhankelijke gebieden en gebieden die vaak als afhankelijk gebied werden beschouwd, zijn weergegeven onder het kopje niet-onafhankelijke gebieden.
- Autonome gebieden, bezette gebieden en micronaties zijn niet op deze pagina weergegeven.

## Staatkundige veranderingen in 1919
- 1 januari: vorming van de Russische vazalstaat Socialistische Sovjetrepubliek Wit-Rusland.
- 5 januari: de Duitse vazalstaat Volksrepubliek Wit-Rusland wordt door de Russen bezet.
- 8 januari: de Republiek Hoetsoel wordt de facto onafhankelijk van Oostenrijk-Hongarije.
- 10 januari: de Vrijstaat Flessenhals verklaart zich onafhankelijk.
- 19 januari: uitroeping van het Koninkrijk Portugal (Monarchie van het Noorden) in het noorden van Portugal.
- 21 januari: de Ierse Republiek verklaart zich onafhankelijk van het Verenigd Koninkrijk (niet erkend).
- 22 januari: de West-Oekraïense Volksrepubliek wordt bij de Volksrepubliek Oekraïne (Nationale Republiek Oekraïne) gevoegd.
- 23 januari: Komancza wordt door Polen ingelijfd.
- 23 januari: Noord-Ingermanland verklaart zich onafhankelijk van Rusland.
- Januari: einde van de Voorlopige Regering van Alle Russen.
- 14 februari: einde van het Koninkrijk Portugal (Monarchie van het Noorden).
- 27 februari: samenvoegen van de Russische vazalstaten Socialistische Sovjetrepubliek Wit-Rusland en de Litouwse Socialistische Sovjetrepubliek tot de Litouws-Wit-Russische Socialistische Sovjetrepubliek.
- 1 maart: de officiële naam van Uruguay verandert van Staat ten oosten van de Uruguay in Republiek ten oosten van de Uruguay.
- 10 maart: de communistische Volksrepubliek Oekraïne krijgt de naam Oekraïense Socialistische Sovjetrepubliek.
- 15 maart: de Sovjetrepubliek Moegan wordt als Russische vazalstaat onafhankelijk van Azerbeidzjan.
- 21 maart: de Democratische Republiek Hongarije wordt de Hongaarse Radenrepubliek.
- 7 april: uitroeping van de Münchense Radenrepubliek. Op 2 mei komt aan deze staat een einde.
- 13 april: Afghanistan verklaart zich onafhankelijk.
- April: het Rode Leger beëindigt de Regionale Regering van de Krim.
- 19 april: de Republiek Kars wordt door het Verenigd Koninkrijk bezet.
- 29 april: uitroeping van de Socialistische Sovjetrepubliek van de Krim.
- 29 mei: de Prekmurjerepubliek (voorheen onderdeel van Oostenrijk-Hongarije) verklaart zich onafhankelijk en wordt alleen door Duits-Oostenrijk erkend.
- 5 juni: einde van de Commune van Werkende Mensen van Estland.
- 6 juni: de Prekmurjerepubliek wordt door Hongaarse troepen ingenomen.
- 11 juni: Roemenië maakt een einde aan de Republiek Hoetsoel.
- 15 juni: het witte leger bezet de Socialistische Sovjetrepubliek van de Krim.
- 23 juni: einde van de Sovjetrepubliek Moegan.
- 26 juni: einde van de kolonie Duits-Oost-Afrika.
- 28 juni: Zuidwest-Afrika wordt een Zuid-Afrikaans mandaatgebied.
- Juni: de de facto onafhankelijke Republiek Aras wordt door Armenië veroverd.
- Juni: met de dood van Ahmed Al-Hiba komt het tegen de Fransen in rebellie zijnde Sultanaat Marokko ten einde.
- 17 juli: het Koninkrijk Finland wordt de Republiek Finland.
- 6 augustus: de Hongaarse Radenrepubliek wordt bezet door Roemenië.
- 8 augustus: met de Vrede van Rawalpindi erkennen de Britten de onafhankelijkheid van Afghanistan.
- 25 augustus: de Litouws-Wit-Russische Socialistische Sovjetrepubliek wordt bezet.
- 10 september: de Republiek Duits-Oostenrijk wordt de Eerste Oostenrijkse Republiek.
- September: het Noord-Kaukasisch Emiraat verklaart zich onafhankelijk van Rusland en wordt een Ottomaans protectoraat.
- 29 oktober: einde van de de facto onafhankelijkheid van Mongolië.
- Einde van de Republiek Tarnobrzeg.

## Algemeen erkende landen

### A
| Korte landsnaam (Nederlands)   | Officiële landsnaam (Nederlands)     | Korte landsnaam (oorspronkelijke taal/talen) |
| ------------------------------ | ------------------------------------ | -------------------------------------------- |
| Afghanistan (vanaf 8 augustus) | Emiraat Afghanistan                  | Dari en Pasjtoe: Afghānestān / افغانستان     |
| Andorra                        | Vorstendom Andorra                   | Catalaans: Andorra                           |
| Argentinië                     | Republiek Argentinië                 | Spaans: Argentina                            |
| Armenië                        | Democratische Republiek Armenië      | Armeens: Hayastan / Հայաստան                 |
| Azerbeidzjan                   | Democratische Republiek Azerbeidzjan | Azerbeidzjaans: Azərbaycan                   |

### B
| Korte landsnaam (Nederlands) | Officiële landsnaam (Nederlands)               | Korte landsnaam (oorspronkelijke taal/talen) |
| ---------------------------- | ---------------------------------------------- | -------------------------------------------- |
| België                       | Koninkrijk België                              | Frans: Belgique Nederlands: België           |
| Bolivia                      | Republiek Bolivia                              | Spaans: Bolivia                              |
| Brazilië                     | Republiek van de Verenigde Staten van Brazilië | Portugees: Brasil                            |
| Bulgarije                    | Koninkrijk Bulgarije                           | Bulgaars: Bălgarija / България               |

### C
| Korte landsnaam (Nederlands) | Officiële landsnaam (Nederlands) | Korte landsnaam (oorspronkelijke taal/talen) |
| ---------------------------- | -------------------------------- | -------------------------------------------- |
| Chili                        | Republiek Chili                  | Spaans: Chile                                |
| China                        | Republiek China                  | Mandarijn: Zhongguo / 中國                   |
| Colombia                     | Republiek Colombia               | Spaans: Colombia                             |
| Costa Rica                   | Republiek Costa Rica             | Spaans: Costa Rica                           |
| Cuba                         | Republiek Cuba                   | Spaans: Cuba                                 |

### D
| Korte landsnaam (Nederlands)        | Officiële landsnaam (Nederlands) | Korte landsnaam (oorspronkelijke taal/talen) |
| ----------------------------------- | -------------------------------- | -------------------------------------------- |
| Denemarken                          | Koninkrijk Denemarken            | Deens: Danmark                               |
| Duits-Oostenrijk (tot 10 september) | Republiek Duits-Oostenrijk       | Duits: Deutsch-Österreich                    |
| Duitsland                           | Duitse Rijk                      | Duits: Deutschland                           |

### E
| Korte landsnaam (Nederlands) | Officiële landsnaam (Nederlands) | Korte landsnaam (oorspronkelijke taal/talen) |
| ---------------------------- | -------------------------------- | -------------------------------------------- |
| Ecuador                      | Republiek Ecuador                | Spaans: Ecuador                              |
| El Salvador                  | Republiek El Salvador            | Spaans: El Salvador                          |
| Estland                      | Republiek Estland                | Estlands: Eesti                              |
| Ethiopië                     | Keizerrijk Ethiopië              | Amhaars: Ītyop'iya / ኢትዮጵያ                   |

### F
| Korte landsnaam (Nederlands) | Officiële landsnaam (Nederlands)                                   | Korte landsnaam (oorspronkelijke taal/talen) |
| ---------------------------- | ------------------------------------------------------------------ | -------------------------------------------- |
| Finland                      | Koninkrijk Finland (tot 17 juli) Republiek Finland (vanaf 17 juli) | Fins: Suomi Zweeds: Finland                  |
| Frankrijk                    | Franse Republiek                                                   | Frans: France                                |

### G
| Korte landsnaam (Nederlands) | Officiële landsnaam (Nederlands)      | Korte landsnaam (oorspronkelijke taal/talen) |
| ---------------------------- | ------------------------------------- | -------------------------------------------- |
| Georgië                      | Democratische Republiek Georgië (DRG) | Georgisch: Sak'art'velo / საქართველო         |
| Griekenland                  | Koninkrijk Griekenland                | Grieks: Hellas / 'Ελλας                      |
| Guatemala                    | Republiek Guatemala                   | Spaans: Guatemala                            |

### H
| Korte landsnaam (Nederlands)                                     | Officiële landsnaam (Nederlands)                                                                        | Korte landsnaam (oorspronkelijke taal/talen) |
| ---------------------------------------------------------------- | --- | -------------------------------------------- |
| Haïti                                                            | Republiek Haïti                                                                                         | Frans: Haïti                                 |
| Honduras                                                         | Republiek Honduras                                                                                      | Spaans: Honduras                             |
| Hongarije (tot 21 maart) Hongarije (van 21 maart tot 6 augustus) | Democratische Republiek Hongarije (tot 21 maart) Hongaarse Radenrepubliek (van 21 maart tot 6 augustus) | Hongaars: Magyarország                       |

### I
| Korte landsnaam (Nederlands) | Officiële landsnaam (Nederlands) | Korte landsnaam (oorspronkelijke taal/talen) |
| ---------------------------- | -------------------------------- | -------------------------------------------- |
| IJsland                      | Koninkrijk IJsland               | IJslands: Ísland                             |
| Italië                       | Koninkrijk Italië                | Italiaans: Italia                            |

### J
| Korte landsnaam (Nederlands) | Officiële landsnaam (Nederlands)           | Korte landsnaam (oorspronkelijke taal/talen)                     |
| ---------------------------- | ------------------------------------------ | ---------------------------------------------------------------- |
| Japan                        | Groot Keizerrijk Japan                     | Japans: Nihon / 日本                                             |
| Joegoslavië                  | Koninkrijk der Serven, Kroaten en Slovenen | Servo-Kroatisch: Jugoslavija / Југославија Sloveens: Jugoslavija |

### L
| Korte landsnaam (Nederlands) | Officiële landsnaam (Nederlands) | Korte landsnaam (oorspronkelijke taal/talen) |
| ---------------------------- | -------------------------------- | -------------------------------------------- |
| Letland                      | Republiek Letland                | Lets: Latvija                                |
| Liberia                      | Republiek Liberia                | Engels: Liberia                              |
| Liechtenstein                | Vorstendom Liechtenstein         | Duits: Liechtenstein                         |
| Litouwen                     | Republiek Litouwen               | Litouws: Lietuva                             |
| Luxemburg                    | Groothertogdom Luxemburg         | Duits: Luxemburg Frans: Luxembourg           |

### M
| Korte landsnaam (Nederlands) | Officiële landsnaam (Nederlands) | Korte landsnaam (oorspronkelijke taal/talen) |
| ---------------------------- | -------------------------------- | -------------------------------------------- |
| Mexico                       | Verenigde Mexicaanse Staten      | Spaans: México                               |
| Monaco                       | Vorstendom Monaco                | Frans: Monaco                                |

### N
| Korte landsnaam (Nederlands) | Officiële landsnaam (Nederlands) | Korte landsnaam (oorspronkelijke taal/talen) |
| ---------------------------- | -------------------------------- | -------------------------------------------- |
| Nederland                    | Koninkrijk der Nederlanden       | Nederlands: Nederland                        |
| Nicaragua                    | Republiek Nicaragua              | Spaans: Nicaragua                            |
| Noorwegen                    | Koninkrijk Noorwegen             | Noors: Norge                                 |

### O
| Korte landsnaam (Nederlands)    | Officiële landsnaam (Nederlands) | Korte landsnaam (oorspronkelijke taal/talen)             |
| ------------------------------- | -------------------------------- | -------------------------------------------------------- |
| Oostenrijk (vanaf 10 september) | Republiek Oostenrijk             | Duits: Österreich                                        |
| Ottomaanse Rijk                 | Sublieme Ottomaanse Staat        | Osmaans: Devlet-i Âliyye-i Osmaniyye / دولتْ علیّه عثمانیّه |

### P
| Korte landsnaam (Nederlands)              | Officiële landsnaam (Nederlands)                                                                                                | Korte landsnaam (oorspronkelijke taal/talen) |
| ----------------------------------------- | --- | -------------------------------------------- |
| Panama                                    | Republiek Panama | Spaans: Panamá                               |
| Paraguay                                  | Republiek Paraguay | Spaans: Paraguay                             |
| Peru                                      | Peruviaanse Republiek | Spaans: Perú                                 |
| Perzië                                    | Sublieme Perzische Staat | Perzisch: Irân / ایران                       |
| Polen                                     | Republiek Polen | Pools: Polska                                |
| Portugal (van 19 januari tot 14 februari) | Portugese Republiek Koninkrijk Portugal (Monarchie van het Noorden, van 19 januari tot 14 februari in het noorden van Portugal) | Portugees: Portugal                          |

### R
| Korte landsnaam (Nederlands) | Officiële landsnaam (Nederlands)                             | Korte landsnaam (oorspronkelijke taal/talen) |
| ---------------------------- | ------------------------------------------------------------ | -------------------------------------------- |
| Roemenië                     | Koninkrijk Roemenië                                          | Roemeens: România                            |
| Rusland                      | Russische Socialistische Federatieve Sovjetrepubliek (RSFSR) | Russisch: Rossija / Россия                   |

### S
| Korte landsnaam (Nederlands) | Officiële landsnaam (Nederlands) | Korte landsnaam (oorspronkelijke taal/talen) |
| ---------------------------- | -------------------------------- | -------------------------------------------- |
| San Marino                   | Republiek San Marino             | Italiaans: San Marino                        |
| Siam                         | Koninkrijk Siam                  | Thai: Mueang Thai / เมืองไทย                  |
| Spanje                       | Koninkrijk Spanje                | Spaans: España                               |

### T
| Korte landsnaam (Nederlands) | Officiële landsnaam (Nederlands) | Korte landsnaam (oorspronkelijke taal/talen) |
| ---------------------------- | -------------------------------- | -------------------------------------------- |
| Tsjechoslowakije             | Tsjechoslowaakse Republiek       | Slowaaks en Tsjechisch: Československo       |

### U
| Korte landsnaam (Nederlands) | Officiële landsnaam (Nederlands)                                                                  | Korte landsnaam (oorspronkelijke taal/talen) |
| ---------------------------- | ------------------------------------------------------------------------------------------------- | -------------------------------------------- |
| Uruguay                      | Staat ten oosten van de Uruguay (tot 1 maart) Republiek ten oosten van de Uruguay (vanaf 1 maart) | Spaans: Uruguay                              |

### V
| Korte landsnaam (Nederlands) | Officiële landsnaam (Nederlands)                    | Korte landsnaam (oorspronkelijke taal/talen) |
| ---------------------------- | --------------------------------------------------- | -------------------------------------------- |
| Venezuela                    | Verenigde Staten van Venezuela                      | Spaans: Venezuela                            |
| Verenigd Koninkrijk          | Verenigd Koninkrijk van Groot-Brittannië en Ierland | Engels: United Kingdom                       |
| Verenigde Staten             | Verenigde Staten van Amerika                        | Engels: United States                        |

### Z
| Korte landsnaam (Nederlands) | Officiële landsnaam (Nederlands) | Korte landsnaam (oorspronkelijke taal/talen)     |
| ---------------------------- | -------------------------------- | ------------------------------------------------ |
| Zweden                       | Koninkrijk Zweden                | Zweeds: Sverige                                  |
| Zwitserland                  | Zwitserse Bondsstaat             | Duits: Schweiz Frans: Suisse Italiaans: Svizzera |

## Andere landen

### Dominions van het Britse Rijk
De dominions van het Britse Rijk hadden een grote mate van onafhankelijkheid.
| Korte landsnaam (Nederlands) | Officiële landsnaam (Nederlands) | Korte landsnaam (oorspronkelijke taal/talen) |
| ---------------------------- | -------------------------------- | -------------------------------------------- |
| Australië                    | Gemenebest Australië             | Engels: Australia                            |
| Canada                       | Dominion Canada                  | Engels en Frans: Canada                      |
| Newfoundland                 | Dominion Newfoundland            | Engels: Newfoundland                         |
| Nieuw-Zeeland                | Dominion Nieuw-Zeeland           | Engels: New Zealand                          |
| Unie van Zuid-Afrika         | Unie van Zuid-Afrika             | Engels: South Africa Nederlands: Zuid-Afrika |

### Landen binnen de grenzen van het Ottomaanse Rijk
In onderstaande lijst zijn landen opgenomen die waren uitgeroepen in het gebied dat officieel behoorde tot het Ottomaanse Rijk, maar die de facto onafhankelijk waren door het uiteenvallen van het Ottomaanse Rijk. Najran (een protectoraat van Jemen) is niet apart in onderstaande lijst opgenomen.
| Korte landsnaam (Nederlands) | Officiële landsnaam (Nederlands)                                  | Korte landsnaam (oorspronkelijke taal/talen) |
| ---------------------------- | ----------------------------------------------------------------- | -------------------------------------------- |
| Asir (ook wel: Neder-Asir)   | Idrisidenemiraat Asir                                             | Arabisch: ʿAsīr / عسير                       |
| Bayda                        | Sultanaat Bayda (ook wel: Beda / Baidah)                          | Arabisch: Al-Bayḍā / ٱلْبَيْضَاء                 |
| Hail                         | Emiraat Hail (ook wel: Emiraat Jebel Shammar / Emiraat Al Rashid) | Arabisch: Ḥā'il / حائل                       |
| Hidjaz                       | Koninkrijk Hidjaz                                                 | Arabisch: al-Ḥiǧāz / الحجاز                  |
| Jemen                        | Mutawakkilitisch Koninkrijk Jemen                                 | Arabisch: al-Yaman / اليمن                   |
| Nadjd en Hasa                | Emiraat Nadjd en Hasa                                             | Arabisch: Najd wal-Āḥsā‘ / نجد والأحساء      |
| Opper-Asir                   | Sjeikdom Opper-Asir                                               | Arabisch:                                    |

### Niet algemeen erkende landen
In onderstaande lijst zijn landen opgenomen die een ruime internationale erkenning misten, maar wel de facto onafhankelijk waren en de onafhankelijkheid hadden uitgeroepen.
| Korte landsnaam (Nederlands)                     | Officiële landsnaam (Nederlands)                                     | Korte landsnaam (oorspronkelijke taal/talen) |
| ------------------------------------------------ | -------------------------------------------------------------------- | --- |
| Afghanistan (van 13 april tot 8 augustus)        | Emiraat Afghanistan                                                  | Dari en Pasjtoe: Afghānestān / افغانستان |
| Alaş                                             | Autonoom Alaş                                                        | Kazachs en Russisch: Alaş / Алаш |
| Araxirepubliek (tot juni)                        | Republiek van de Aras                                                | Azerbeidzjaans: Araz Respublikası |
| Aussa                                            | Afar Sultanaat Aussa (ook wel: Sultanaat Awsa)                       | Afar: Awsa Arabisch: سلطنة عفر |
| Bergrepubliek                                    | Bergrepubliek van de Noordelijke Kaukasus                            | Russisch: Горская республика |
| Derwisjstaat                                     | Derwisjstaat                                                         | Arabisch: دولة الدراويش Somalisch: Daraawiish |
| Don                                              | Almachtige Leger van Don (Republiek Don)                             | Oekraïens: Донська Республіка Russisch: Donskaja Respoeblika / Донская Республика                                                                                         |
| Flessenhals (vanaf 10 januari)                   | Vrijstaat Flessenhals                                                | Duits: Flaschenhals |
| Hoetsoel (van 8 januari tot 11 juni)             | Republiek Hoetsoel                                                   | Oekraïens: Гуцульська республіка |
| Ierse Republiek (vanaf 21 januari)               | Ierse Republiek                                                      | Engels: Irish Republic Iers: Poblacht na hÉireann |
| Koeban                                           | Volksrepubliek Koeban                                                | Oekraïens: Kuban / Кубань Russisch: Kuban / Куба́нь |
| Komancza (tot 23 januari)                        | Republiek Komancza                                                   | Oekraïens: Команча |
| Krim (tot april)                                 | Krimse Regionale Regering                                            | Duits: Krim Krim-Tataars: Qırım Oekraïens: Krym / Крим Russisch: Krym / Крым                                                                                              |
| Lemko                                            | Roetheense Volksrepubliek Lemko (Republiek Lemko)                    | Lemkos: Ruska Narodna Respublika Lemkiv |
| Marokko (tot juni)                               | Sultanaat Marokko                                                    | Arabisch: al-Maghrib / المغرب |
| Mongolië (tot 29 oktober)                        | Staat Mongolië (Bogd Kanaat Mongolië)                                | Mongools: Mongol Uls / Монгол Улс / |
| Münchense Radenrepubliek (van 7 april tot 2 mei) | Münchense Radenrepubliek (ook wel: Beierse Radenrepubliek)           | Duits: Münchner Räterepublik |
| Noord-Ingermanland (vanaf 23 januari)            | Republiek Noord-Ingermanland (Republiek Kirjasalo)                   | Fins: Pohjois-Inkeri |
| Oekraïne                                         | Oekraïense Volksrepubliek (Oekraïense Nationale Republiek)           | Oekraïens: Ukrajina (UNR) / Україна (УНР) |
| Perloja                                          | Republiek Perloja                                                    | Litouws: Perloja |
| Prekmurjerepubliek (van 29 mei tot 6 juni)       | Prekmurjerepubliek (ook wel: Murarepubliek)                          | Hongaars: Vendvidéki Köztársaság / Mura Köztársaság Prekmurees: Reszpublika Szlovenszka okroglina / Mörszka Reszpublika) Sloveens: Murska Republika / Republika Prekmurje |
| Tarnobrzeg (tot voorjaar 1919)                   | Republiek Tarnobrzeg                                                 | Pools: Tarnobrzeg |
| Tibet                                            | Tibet                                                                | Tibetaans: Bod / བོད་ |
| West-Oekraïne (tot 22 januari)                   | West-Oekraïense Volksrepubliek (West-Oekraïense Nationale Republiek) | Oekraïens: Західно-Українська Народна Республика (ЗУНР) / Zakhidno-Ukrayins’ka Narodna Respublyka (ZUNR)                                                                  |
| Zaianen                                          | Confederatie van de Zaianen                                          | Atlas-Tamazight: Azayi / ⴰⵥⴰⵢⵢⵉ |

## Niet-onafhankelijke gebieden
Hieronder staat een lijst van afhankelijke gebieden.

### Amerikaanse niet-onafhankelijke gebieden
De Filipijnen en Porto Rico waren organized unincorporated territories, wat wil zeggen dat het afhankelijke gebieden waren van de Verenigde Staten met een bepaalde vorm van zelfbestuur. Daarnaast waren er nog een aantal unorganized unincorporated territories. Deze gebieden waren ook afhankelijke gebieden van de VS, maar kenden geen vorm van zelfbestuur. Alaska en Hawaï waren als organized incorporated territories een integraal onderdeel van de VS en zijn derhalve niet in onderstaande lijst opgenomen.
Diverse eilandgebieden werden door de Verenigde Staten geclaimd als unorganized unincorporated territories, maar werden door andere landen bestuurd. De eilandgebieden Fanning, Nukufetau, Nukulaelae, Funafuti, Niulakita en Washington vielen onder het bestuur van het Verenigd Koninkrijk als onderdeel van de Gilbert en Ellice-eilanden. De eilandgebieden Atafu, Bowditch en Nukunonu vielen onder het bestuur van het Verenigd Koninkrijk als onderdeel van de Unie-eilanden. De eilandgebieden Manihiki, Penrhyn, Pukapuka en Rakahanga vielen onder het bestuur van het Verenigd Koninkrijk als onderdeel van de Cookeilanden. De eilandgebieden Caroline, Flint, Jarvis, Kersteiland, Malden,  Starbuck en Vostok vielen als de Line-eilanden onder het bestuur van het Verenigd Koninkrijk. De eilandgebieden Baker, Birnie, Canton, Enderbury, Gardner, McKean, Phoenix en Sydney vielen als de Phoenixeilanden ook onder het bestuur van het Verenigd Koninkrijk. Minamitorishima (Marcus) stond onder het bestuur van Japan.
| Korte landsnaam (Nederlands)                   | Status                               | Korte landsnaam (oorspronkelijke taal/talen)               |
| ---------------------------------------------- | ------------------------------------ | ---------------------------------------------------------- |
| Amerikaanse Maagdeneilanden                    | Unorganized unincorporated territory | Engels: United States Virgin Islands                       |
| Amerikaans-Samoa                               | Unorganized unincorporated territory | Engels: American Samoa                                     |
| Danger                                         | Unorganized unincorporated territory | Engels: Danger Reef                                        |
| (tot 30 oktober) Filipijnen (vanaf 30 oktober) | Organized unincorporated territory   | Engels: Philippines Filipijns: Pilipinas Spaans: Filipinas |
| Guam                                           | Unorganized unincorporated territory | Engels: Guam                                               |
| Howland                                        | Unorganized unincorporated territory | Engels: Howland Island                                     |
| Johnston                                       | Unorganized unincorporated territory | Engels: Johnston Atoll                                     |
| Midway                                         | Unorganized unincorporated territory | Engels: Midway Islands                                     |
| Navassa                                        | Unorganized unincorporated territory | Engels: Navassa Island                                     |
| Panamakanaalzone                               | Unorganized unincorporated territory | Engels: Panama Canal Zone                                  |
| Petreleilanden                                 | Unorganized unincorporated territory | Engels: Petrel Islands                                     |
| Puerto Rico (ook wel: Porto Rico)              | Organized unincorporated territory   | Engels en Spaans: Porto Rico                               |
| Quita Sueño                                    | Unorganized unincorporated territory | Engels: Quitasueño Bank                                    |
| Roncador                                       | Unorganized unincorporated territory | Engels: Roncador Bank                                      |
| Serrana                                        | Unorganized unincorporated territory | Engels: Serrana Bank                                       |
| Serranilla                                     | Unorganized unincorporated territory | Engels: Serranilla Bank                                    |
| Swains                                         | Unorganized unincorporated territory | Engels: Swains Island                                      |
| Swaneilanden                                   | Unorganized unincorporated territory | Engels: Swan Islands                                       |
| Wake                                           | Unorganized unincorporated territory | Engels: Wake Island                                        |

### Australische niet-onafhankelijke gebieden
| Korte landsnaam (Nederlands) | Status             | Korte landsnaam (oorspronkelijke taal/talen) |
| ---------------------------- | ------------------ | -------------------------------------------- |
| Norfolk                      | Extern territorium | Engels: Norfolk Island                       |
| Papoea                       | Extern territorium | Engels: Papua                                |

### Belgisch-Duitse niet-onafhankelijke gebieden
Neutraal Moresnet was officieel een Belgisch-Duits condominium, maar werd alleen door België bestuurd.
| Korte landsnaam (Nederlands) | Status                                           | Korte landsnaam (oorspronkelijke taal/talen)                                                             |
| ---------------------------- | ------------------------------------------------ | --- |
| Neutraal Moresnet            | Condominium: Het Onverdeelde Gebied van Moresnet | Duits: Neutral-Moresnet Esperanto: Neŭtra Moresneto Frans: Moresnet neutre Nederlands: Neutraal Moresnet |

### Belgische niet-onafhankelijke gebieden
| Korte landsnaam (Nederlands) | Status  | Korte landsnaam (oorspronkelijke taal/talen)  |
| ---------------------------- | ------- | --------------------------------------------- |
| Belgisch-Congo               | Kolonie | Frans: Congo belge Nederlands: Belgisch-Congo |

### Brits-Franse gebieden
| Korte landsnaam (Nederlands) | Status      | Korte landsnaam (oorspronkelijke taal/talen)  |
| ---------------------------- | ----------- | --------------------------------------------- |
| Nieuwe Hebriden              | Condominium | Engels: New Hebrides Frans: Nouvelle-Hébrides |

### Britse niet-onafhankelijke gebieden
In onderstaande lijst zijn onder meer de Britse (kroon)kolonies en protectoraten weergegeven. Jersey, Guernsey en Man hadden als Britse Kroonbezittingen niet de status van kolonie, maar hadden een andere relatie tot het Verenigd Koninkrijk. Afghanistan, Bhutan, Brunei, de Gefedereerde Maleise Staten, Johor, Kedah, Kelantan, Perlis, Sarawak, Terengganu en Tonga stonden als protected states onder Britse protectie, maar waren, in tegenstelling tot daadwerkelijke protectoraten, grotendeels autonoom aangaande interne aangelegenheden. De Britse Salomonseilanden, Fiji (inclusief de Pitcairneilanden), de Gilbert- en Ellice-eilanden (inclusief de Unie-eilanden), de Phoenixeilanden, de Nieuwe Hebriden (een Brits-Frans condominium) en Tonga werden door één enkele vertegenwoordiger van de Britse Kroon bestuurd onder de naam Britse West-Pacifische Territoria, maar zijn wel apart in de lijst opgenomen. Basutoland, Beetsjoeanaland en Swaziland werden door een vertegenwoordiger (de gouverneur-generaal van Zuid-Afrika) bestuurd onder de naam High Commission Territories, maar zijn ook apart in de lijst opgenomen. Brits-Indië is de term die refereert aan het Britse gezag op het Indische subcontinent. Het bestond uit gebieden die onder direct gezag vielen van de Britse Kroon (het eigenlijke Brits-Indië) en vele semi-onafhankelijke vorstenlanden (princely states) die door hun eigen lokale heersers werden bestuurd, maar onderhorig waren aan de Britse kolonisator. Deze vorstenlanden staan niet in onderstaande lijst vermeld, maar zijn weergegeven op de pagina vorstenlanden van Brits-Indië. Brits-Birma en de stad Aden vielen ook onder Brits-Indië en staan derhalve niet apart in onderstaande lijst vermeld. Bahrein, Koeweit, Muscat en Oman, Qatar en de Verdragsstaten stonden onder Britse protectie en vielen als zodanig onder de Persian Gulf Residency in Bushehr dat deel uitmaakte van Brits-Indië. Deze landen hadden echter een grote mate van autonomie en zijn derhalve wel apart opgenomen. Noord-Borneo viel officieel onder de suzereiniteit van het Sultanaat Sulu, maar stond onder Britse protectie en is ook opgenomen in onderstaande lijst.
| Korte landsnaam (Nederlands)                         | Status                                                                 | Korte landsnaam (oorspronkelijke taal/talen)                                                                  |
| ---------------------------------------------------- | ---------------------------------------------------------------------- | --- |
| Aden                                                 | Protectoraat                                                           | Arabisch: Maḥmiyyat ʿAdan / محمية عدن Engels: Aden Protectorate                                               |
| Afghanistan (tot 8 augustus)                         | Protected state: Emiraat Afghanistan                                   | Dari en Pasjtoe: Afghānestān / افغانستان Engels: Afghanistan                                                  |
| Anglo-Egyptisch Soedan                               | Condominium                                                            | Arabisch: السودان الأنجلو مصري Engels: Anglo-Egyptian Sudan                                                   |
| Ascension                                            | Overzees bezit                                                         | Engels: Ascension Island                                                                                      |
| Ashmorerif                                           | Overzees bezit                                                         | Engels: Ashmore Reef                                                                                          |
| Bahama-eilanden                                      | Kroonkolonie                                                           | Engels: The Bahamas                                                                                           |
| Bahrein                                              | Protected state                                                        | Arabisch: al-Bahrayn / البحرين Engels: Bahrain                                                                |
| Baker                                                | Overzees bezit                                                         | Engels: Baker Island                                                                                          |
| Barbados                                             | Kroonkolonie                                                           | Engels: Barbados                                                                                              |
| Basutoland                                           | Kolonie                                                                | Engels: Basutoland                                                                                            |
| Beetsjoeanaland                                      | Protectoraat                                                           | Engels: Bechuanaland                                                                                          |
| Bermuda                                              | Kroonkolonie                                                           | Engels: Bermuda                                                                                               |
| Bhutan                                               | Protected state: Koninkrijk Bhutan                                     | Dzongkha: Druk Yul / འབྲུག་ཡུལ་ Engels: Bhutan                                                                   |
| Brits-Ceylon                                         | Kroonkolonie                                                           | Engels: Ceylon                                                                                                |
| Britse Benedenwindse Eilanden                        | Kroonkolonie                                                           | Engels: British Leeward Islands                                                                               |
| Britse Bovenwindse Eilanden                          | Kroonkolonie                                                           | Engels: British Windward Islands                                                                              |
| Britse Goudkust                                      | Kroonkolonie                                                           | Engels: Gold Coast                                                                                            |
| Britse Salomonseilanden                              | Protectoraat                                                           | Engels: British Solomon Islands                                                                               |
| (tot 1919) Brits-Guiana (vanaf 1919)                 | Kroonkolonie                                                           | Engels: British Guiana                                                                                        |
| (tot 12 december) Brits-Honduras (vanaf 12 december) | Kroonkolonie                                                           | Engels: British Honduras                                                                                      |
| Brits-Indië                                          | Kroonkolonie                                                           | Engels: British Raj / Indian Empire / India                                                                   |
| Brits-Oost-Afrika                                    | Protectoraat                                                           | Engels: British East Africa                                                                                   |
| Brits-Somaliland                                     | Protectoraat                                                           | Engels: British Somaliland                                                                                    |
| Brunei                                               | Protected state: Staat Brunei Darussalam                               | Engels en Maleis: Brunei                                                                                      |
| Cartier                                              | Overzees bezit                                                         | Engels: Cartier Island                                                                                        |
| Cyprus                                               | Bezet gebied                                                           | Engels: Cyprus                                                                                                |
| Egypte                                               | Protectoraat: Sultanaat Egypte                                         | Arabisch: Miṣr / مصر Engels: Egypt                                                                            |
| Falklandeilanden                                     | Kroonkolonie                                                           | Engels: Falkland Islands                                                                                      |
| Fiji                                                 | Kolonie                                                                | Engels: Fiji                                                                                                  |
| Gambia                                               | Protectoraat en Kroonkolonie                                           | Engels: The Gambia                                                                                            |
| Gefedereerde Maleise Staten                          | Protected state                                                        | Engels: Federated Malay States Maleis: Negeri-negeri Melayu Bersekutu / نڬري٢ ملايو برسكوتو                   |
| Gibraltar                                            | Kroonkolonie                                                           | Engels: Gibraltar                                                                                             |
| Gilbert- en Ellice-eilanden                          | Kroonkolonie                                                           | Engels: Gilbert and Ellice Islands                                                                            |
| Guernsey                                             | Brits Kroonbezit                                                       | Engels: Guernsey Frans: Guernesey                                                                             |
| Heard en McDonaldeilanden                            | Overzees bezit                                                         | Engels: Heard Island and McDonald Islands                                                                     |
| Hongkong                                             | Kroonkolonie                                                           | Engels: Hong Kong Kantonees: Hong Kong / 香港                                                                 |
| Jamaica                                              | Kroonkolonie                                                           | Engels: Jamaica                                                                                               |
| Jarvis                                               | Overzees bezit                                                         | Engels: Jarvis Island                                                                                         |
| Jersey                                               | Brits Kroonbezit                                                       | Engels en Frans: Jersey                                                                                       |
| Johor                                                | Protected state                                                        | Engels: Johor Maleis: Johor / جوهور                                                                           |
| Kedah                                                | Protected state                                                        | Engels: Kedah Maleis: Kedah / قدح                                                                             |
| Kelantan                                             | Protected state                                                        | Engels: Kelantan Maleis: Kelantan / كلنتن                                                                     |
| Koeweit                                              | Protected state: Sjeikdom Koeweit                                      | Arabisch: al-Kuwayt / الكويت Engels: Kuwait                                                                   |
| Line-eilanden                                        | Overzees bezit                                                         | Engels: Line Islands                                                                                          |
| Maldiven                                             | Protectoraat: Sultanaat der Maldiven                                   | Engels: Maldive Islands                                                                                       |
| Malta                                                | Kroonkolonie                                                           | Engels: Malta                                                                                                 |
| Man                                                  | Brits Kroonbezit                                                       | Engels: Isle of Man Manx-Gaelisch: Ellan Vannin                                                               |
| Mauritius                                            | Kroonkolonie                                                           | Engels: Mauritius                                                                                             |
| Muscat en Oman                                       | Protected state: Sultanaat Muscat en Oman                              | Arabisch: Umān / عُمان Engels: Oman                                                                            |
| Nepal                                                | Protectoraat: Koninkrijk Nepal                                         | Engels: Nepal Nepalees: Nepal / नेपाल                                                                           |
| Nigeria                                              | Protectoraat en kroonkolonie                                           | Engels: Nigeria                                                                                               |
| Noord-Borneo                                         | Protected state, formeel onder de suzereiniteit van het Sultanaat Sulu | Engels: North Borneo Maleis: Borneo Utara                                                                     |
| Noord-Rhodesië                                       | Eigendom van de British South Africa Company                           | Engels: Northern Rhodesia                                                                                     |
| (tot 12 december) Nyasaland (vanaf 12 december)      | Protectoraat                                                           | Engels: Nyasaland                                                                                             |
| Oeganda                                              | Protectoraat                                                           | Engels: Uganda                                                                                                |
| Perlis                                               | Protected state                                                        | Engels: Perlis Maleis: Perlis / ﭬﺮليس                                                                         |
| Phoenixeilanden                                      | Overzees bezit                                                         | Engels: Phoenix Islands                                                                                       |
| Prins Edwardeilanden                                 | Overzees bezit                                                         | Engels: Prince Edward Islands                                                                                 |
| Qatar                                                | Protected state                                                        | Arabisch: Qatar / قطر Engels: Qatar                                                                           |
| Sarawak                                              | Protected state: Koninkrijk Sarawak                                    | Engels: Sarawak Maleis: Sarawak / سراوق                                                                       |
| Seychellen                                           | Kroonkolonie                                                           | Engels: Seychelles                                                                                            |
| Sierra Leone                                         | Kroonkolonie en protectoraat                                           | Engels: Sierra Leone                                                                                          |
| Sint-Helena                                          | Kroonkolonie                                                           | Engels: Saint Helena                                                                                          |
| Straits Settlements                                  | Protectoraat                                                           | Chinees: Hǎixiá zhímíndì / 海峡殖民地 Engels: Straits Settlements Maleis: Negeri-Negeri Selat / نڬري-نڬري سلت |
| Swaziland                                            | Protectoraat: Koninkrijk Swaziland                                     | Engels: Swaziland Swazi: eSwatini                                                                             |
| Terengganu                                           | Protected state                                                        | Engels: Terengganu Maleis: Terengganu / ترڠڬانو                                                               |
| Tonga                                                | Protected state: Koninkrijk Tonga                                      | Engels en Tongaans: Tonga                                                                                     |
| Trinidad en Tobago                                   | Kroonkolonie                                                           | Engels: Trinidad and Tobago                                                                                   |
| Tristan da Cunha                                     | Overzees bezit                                                         | Engels: Tristan da Cunha                                                                                      |
| Verdragsstaten                                       | Protected state                                                        | Arabisch: ولايات الساحل المتصالح Engels: Trucial States                                                       |
| Victorialand                                         | Overzees bezit                                                         | Engels: Victoria Land                                                                                         |
| Zanzibar                                             | Protectoraat: Sultanaat Zanzibar                                       | Arabisch: Zanjibār / زنجبار Engels: Zanzibar                                                                  |
| Zuid-Rhodesië                                        | Eigendom van de British South Africa Company                           | Engels: Southern Rhodesia                                                                                     |

### Deense niet-onafhankelijke gebieden
Faeröer was een provincie van Denemarken en was dus eigenlijk een integraal onderdeel van dat land. Desondanks zijn de Faeröer wel in onderstaande lijst opgenomen, omdat het wel als apart afhankelijk gebied kan worden beschouwd. IJsland was in personele unie met Denemarken verbonden, maar was wel een onafhankelijk land en is derhalve niet in onderstaande lijst opgenomen.
| Korte landsnaam (Nederlands) | Status    | Korte landsnaam (oorspronkelijke taal/talen) |
| ---------------------------- | --------- | -------------------------------------------- |
| Faeröer                      | Provincie | Deens: Færøerne                              |
| Groenland                    | Kolonie   | Deens: Grønland                              |

### Duitse niet-onafhankelijke gebieden
| Korte landsnaam (Nederlands)    | Status                                        | Korte landsnaam (oorspronkelijke taal/talen) |
| ------------------------------- | --------------------------------------------- | -------------------------------------------- |
| Duits-Oost-Afrika (tot 26 juni) | Kolonie                                       | Duits: Deutsch-Ostafrika                     |
| Wit-Rusland (tot 5 januari)     | Vazalstaat: Wit-Russische Nationale Republiek | Wit-Russisch: Беларус / Belarus              |

### Ethiopische niet-onafhankelijke gebieden
| Korte landsnaam (Nederlands) | Status                       | Korte landsnaam (oorspronkelijke taal/talen) |
| ---------------------------- | ---------------------------- | -------------------------------------------- |
| Jimma                        | Vazalstaat: Koninkrijk Jimma | Afaan Oromo: Jimmaa                          |

### Finse niet-onafhankelijke gebieden
Åland maakte eigenlijk integraal onderdeel uit van Finland, maar had sinds de Vrede van Parijs (1856) een internationaal erkende speciale status.
| Korte landsnaam (Nederlands) | Status                     | Korte landsnaam (oorspronkelijke taal/talen) |
| ---------------------------- | -------------------------- | -------------------------------------------- |
| Åland                        | Gebied met speciale status | Zweeds: Åland                                |

### Franse niet-onafhankelijke gebieden
Frans-West-Afrika was een federatie van  Franse koloniën bestaande uit Dahomey, Frans-Guinea, Ivoorkust, Mauritanië (een territorium), Niger (een militair territorium), Opper-Senegal en Niger, Opper-Volta (vanaf 1 maart) en Senegal. Frans-Equatoriaal-Afrika was een kolonie die bestond uit vier territoria: Gabon, Midden-Congo, Oubangui-Chari en Tsjaad. De Unie van Indochina, ofwel Frans-Indochina, was een federatie die bestond uit het Protectoraat Cambodja, het Koninkrijk Laos, het Protectoraat Annam, het Protectoraat Tonkin en de kolonie Frans-Cochin-China. Algerije werd, met uitzondering van de zuidelijke territoria, bestuurd als een integraal onderdeel van Frankrijk, maar is wel apart in de lijst opgenomen. Wallis en Futuna werd bestuurd door de gouverneur van Nieuw-Caledonië, maar was geen onderdeel van de kolonie en is ook in de lijst opgenomen. 
| Korte landsnaam (Nederlands) | Status                                                                 | Korte landsnaam (oorspronkelijke taal/talen) |
| ---------------------------- | ---------------------------------------------------------------------- | -------------------------------------------- |
| Adélieland                   | Overzees bezit                                                         | Frans: Terre Adélie                          |
| Algerije                     | Verzameling departementen en territoria                                | Frans: Algérie                               |
| Crozeteilanden               | Overzees bezit                                                         | Frans: Îles Crozet                           |
| Frans-Equatoriaal-Afrika     | Kolonie                                                                | Frans: Afrique équatoriale française         |
| Frans-Guyana                 | Kolonie                                                                | Frans: Guyane                                |
| Frans-Indië                  | Kolonie                                                                | Frans: Établissements français de l'Inde     |
| Frans-Madagaskar             | Kolonie                                                                | Frans: Madagascar                            |
| Frans-Marokko                | Protectoraat                                                           | Arabisch: al-Maghrib / المغرب Frans: Maroc   |
| Frans-Oceanië                | Kolonie                                                                | Frans: Océanie française                     |
| Frans-Somaliland             | Kolonie                                                                | Frans: Côte française des Somalis            |
| Frans-West-Afrika            | Kolonie                                                                | Frans: Afrique occidentale française         |
| Guadeloupe                   | Kolonie                                                                | Frans: Guadeloupe                            |
| Kerguelen                    | Overzees bezit                                                         | Frans: Îles Kerguelen                        |
| Martinique                   | Kolonie                                                                | Frans: Martinique                            |
| Nieuw-Caledonië              | Kolonie                                                                | Frans: Nouvelle-Calédonie                    |
| Réunion                      | Kolonie                                                                | Frans: Réunion                               |
| Saint-Paul en Amsterdam      | Overzees bezit                                                         | Frans: Saint-Paul-et-Amsterdam               |
| Saint-Pierre en Miquelon     | Kolonie                                                                | Frans: Saint-Pierre et Miquelon              |
| Tunesië                      | Protectoraat                                                           | Arabisch: Tūnis / تونس Frans: Tunisie        |
| Unie van Indochina           | Federatie van Franse koloniën en protectoraten: Indo-Chinese Federatie | Frans: Fédération indochinoise               |
| Wallis en Futuna             | Protectoraat                                                           | Frans: Wallis-et-Futuna                      |

### Italiaanse niet-onafhankelijke gebieden
| Korte landsnaam (Nederlands) | Status  | Korte landsnaam (oorspronkelijke taal/talen) |
| ---------------------------- | ------- | -------------------------------------------- |
| Italiaans-Eritrea            | Kolonie | Italiaans: Eritrea                           |
| Italiaans-Noord-Afrika       | Kolonie | Italiaans: Africa Settentrionale Italiana    |
| Italiaans-Somaliland         | Kolonie | Italiaans: Somalia Italiana                  |

### Japanse niet-onafhankelijke gebieden
| Korte landsnaam (Nederlands) | Status             | Korte landsnaam (oorspronkelijke taal/talen)  |
| ---------------------------- | ------------------ | --------------------------------------------- |
| Korea                        | Afhankelijk gebied | Japans: Chōsen / 朝鮮 Koreaans: Chosŏn / 한국 |
| Taiwan                       | Afhankelijk gebied | Chinees: Táiwān / 臺灣 Japans: Taiwan / 台湾  |

### Nederlandse niet-onafhankelijke gebieden
| Korte landsnaam (Nederlands) | Status             | Korte landsnaam (oorspronkelijke taal/talen) |
| ---------------------------- | ------------------ | -------------------------------------------- |
| Curaçao                      | Overzees rijksdeel | Nederlands: Curaçao en Onderhorigheden       |
| Nederlands-Indië             | Overzees rijksdeel | Nederlands: Nederlandsch-Indië               |
| Suriname                     | Overzees rijksdeel | Nederlands: Suriname                         |

### Nieuw-Zeelandse niet-onafhankelijke gebieden
| Korte landsnaam (Nederlands) | Status             | Korte landsnaam (oorspronkelijke taal/talen) |
| ---------------------------- | ------------------ | -------------------------------------------- |
| Cookeilanden                 | Afhankelijk gebied | Engels: Cook Islands                         |
| Niue                         | Afhankelijk gebied | Engels: Niue                                 |

### Noorse niet-onafhankelijke gebieden
| Korte landsnaam (Nederlands) | Status         | Korte landsnaam (oorspronkelijke taal/talen) |
| ---------------------------- | -------------- | -------------------------------------------- |
| Sverdrup-eilanden            | Overzees bezit | Noors: Sverdrupøyene                         |

### Ottomaanse niet-onafhankelijke gebieden
| Korte landsnaam (Nederlands)               | Status                                                               | Korte landsnaam (oorspronkelijke taal/talen)                  |
| ------------------------------------------ | -------------------------------------------------------------------- | ------------------------------------------------------------- |
| Kars (tot 19 april)                        | Vazalstaat: Republiek Kars / Regering van de Zuidwestelijke Kaukasus | Osmaans: Cenub-ı Garbi Kafkas Hükûmet-i Muvakkate-i Milliyesi |
| Noord-Kaukasisch Emiraat (vanaf september) | Protectoraat: Noord-Kaukasisch Emiraat                               | Russisch: Severo-Kavkazskij èmirat / Северо-Кавказский эмират |

### Portugese niet-onafhankelijke gebieden
| Korte landsnaam (Nederlands)                | Status                                             | Korte landsnaam (oorspronkelijke taal/talen) |
| ------------------------------------------- | -------------------------------------------------- | -------------------------------------------- |
| Cabo Delgado en Niassa                      | Gebied onder beheer van de Companhia do Niassa     | Portugees: Cabo Delgado e Niassa             |
| Kaapverdië                                  | Kolonie                                            | Portugees: Cabo Verde                        |
| Macau                                       | Kolonie                                            | Portugees: Macau                             |
| Manica en Sofala                            | Gebied onder beheer van de Companhia de Moçambique | Portugees: Manica e Sofala                   |
| Portugees-Guinea                            | Kolonie                                            | Portugees: Guiné Portuguesa                  |
| Portugees-Indië (ook wel: Goa)              | Kolonie                                            | Portugees: Estado da Índia Portuguesa        |
| Portugees-Oost-Afrika (ook wel: Mozambique) | Kolonie                                            | Portugees: África Oriental Portuguesa        |
| Portugees-Timor                             | Kolonie                                            | Portugees: Timor Português                   |
| Portugees-West-Afrika (ook wel: Angola)     | Kolonie                                            | Portugees: África Ocidental Portuguesa       |
| Sao Tomé en Principe                        | Kolonie                                            | Portugees: São Tomé e Príncipe               |

### Russische niet-onafhankelijke gebieden
| Korte landsnaam (Nederlands)                           | Status | Korte landsnaam (oorspronkelijke taal/talen) |
| ------------------------------------------------------ | --- | --- |
| Boechara                                               | Protectoraat: Emiraat Boechara                                                                                             | Oezbeeks: Buxoro / Бухоро Russisch: Бухара́ Tadzjieks: Бухоро                                                                                         |
| Estland (tot 5 juni)                                   | Vazalstaat: Gemeenschap van Arbeiders van Estland                                                                          | Estisch: Eesti Russisch: Эстония |
| Krim (van 29 april tot 15 juni)                        | Vazalstaat: Krimse Socialistische Sovjetrepubliek                                                                          | Krim-Tataars: Qırım Russisch: Krym / Крым |
| Letland                                                | Vazalstaat: Letse Socialistische Sovjetrepubliek                                                                           | Lets: Latvija Russisch: Ла́твия |
| Litouwen (tot 27 februari)                             | Vazalstaat: Litouwse Socialistische Sovjetrepubliek                                                                        | Litouws: Lietuva Russisch: Литва́ |
| Litouwen-Wit-Rusland (van 27 februari tot 25 augustus) | Vazalstaat: Litouws-Wit-Russische Socialistische Sovjetrepubliek                                                           | Litouws: Lietuvos–Baltarusijos TSR Pools: Litewsko–Białoruska Republika Rad Russisch: Литовско–Белорусская ССР Wit-Russisch: Літоўска–Беларуская ССР |
| Moegan (van 15 maart tot 23 juni)                      | Vazalstaat: Sovjetrepubliek Moegan                                                                                         | Azerbeidzjaans: Muğan Russisch: Муган |
| Oekraïne                                               | Vazalstaat: Sovjetrepubliek Oekraïne (tot 10 maart) Vazalstaat: Oekraïense Socialistische Sovjetrepubliek (vanaf 10 maart) | Oekraïens: Ukrajina / Україна Russisch: Украи́на |
| Siberië: Vladivostok en Omsk                           | Vazalstaat: Sociaal-revolutionaire-mensjewistische Voorlopige Regering van Autonoom Siberië                                | Russisch: Временное Сибирское правительство |
| Voorlopige Regering van Alle Russen (tot januari)      | Voorlopige Regering van Alle Russen                                                                                        | Russisch: Временное Всероссийское правительство |
| Wit-Rusland (van 1 januari tot 27 februari)            | Vazalstaat: Socialistische Sovjetrepubliek Wit-Rusland                                                                     | Russisch en Wit-Russisch: Belarus / Беларусь |
| Xiva                                                   | Protectoraat: Kanaat Xiva                                                                                                  | Oezbeeks en Russisch: Chiva / Хива Perzisch: Chiveh / خیوه                                                                                           |

### Spaanse niet-onafhankelijke gebieden
| Korte landsnaam (Nederlands) | Status         | Korte landsnaam (oorspronkelijke taal/talen)                                  |
| ---------------------------- | -------------- | ----------------------------------------------------------------------------- |
| Fernando Poo                 | Kolonie        | Spaans: Fernando Pó                                                           |
| Ifni                         | Protectoraat   | Spaans: Ifni                                                                  |
| Río de Oro                   | Protectoraat   | Spaans: Río de Oro                                                            |
| Río Muni                     | Kolonie        | Spaans: Río Muni                                                              |
| Saguia el Hamra              | Overzees bezit | Spaans: Saguia el Hamra                                                       |
| Spaans-Marokko               | Protectoraat   | Arabisch: Isbāniyā fi-l-Magrib / إسبَانِيَا بالمَغْربْ Spaans: Español de Marruecos |

### Zuid-Afrikaanse niet-onafhankelijke gebieden
| Korte landsnaam (Nederlands)    | Status        | Korte landsnaam (oorspronkelijke taal/talen)                                    |
| ------------------------------- | ------------- | ------------------------------------------------------------------------------- |
| Zuidwest-Afrika (vanaf 28 juni) | Mandaatgebied | Afrikaans: Suidwes-Afrika Engels: South West Africa Nederlands: Zuidwest-Afrika |